# Список глав государств в 144 году до н. э.
| 145 до н. э. ← Список глав государств по годам → 143 до н. э. |

## Азия
- Анурадхапура — Дутугамуну, царь (161 до н. э. — 137 до н. э.)
- Армения Великая — Артавазд I, царь (160 до н. э. — 115 до н. э.)
- Вифиния — Никомед II, царь (149 до н. э. — 127 до н. э.)
- Греко-Бактрийское царство:
  - Гелиокл I, царь  (145 до н. э. — 130 до н. э.)
  - Евкратид II, царь  (145 до н. э. — 140 до н. э.)
  - Платон, царь  (145 до н. э. — 140 до н. э.)
- Иберия — Мириан I, царь  (159 до н. э. — 109 до н. э.)
- Индо-греческое царство — Менандр I, царь  (165 до н. э. — 130 до н. э.)
- Иудея — Ионатан Хасмоней, этнарх  (152 до н. э. — 143 до н. э.)
- Каппадокия — Ариарат V Евсеб Филопатор, царь (163 до н. э. — 130 до н. э.)
- Китай (Династия Хань) — Цзин-ди (Лю Ци), император  (157 до н. э. — 141 до н. э.)
- Коммагена — Птолемей,  царь (163 до н. э. — 130 до н. э.)
- Корея:
  - Махан:
    - Хьё, вождь[англ.] (157 до н. э. — 144 до н. э.)
    - Маён, вождь[англ.] (144 до н. э. — 113 до н. э.)

  - Пуё — Кохэса, тхандже (170 до н. э. — 121 до н. э.)
- Намвьет — Чьеу Ву-де, император (207 до н. э. — 137 до н. э.)
- Парфия — Митридат I, царь (171 до н. э. — 132 до н. э.)
- Пергамское царство — Аттал II, царь (159 до н. э. — 138 до н. э.)
- Понтийское царство — Митридат V Эвергет, царь (150 до н. э. — 120 до н. э.)
- Сабейское царство — Ярим Эймин, царь (145 до н. э. — 115 до н. э.)
- Сатавахана — Скандастабхи, махараджа (152 до н. э. — 134 до н. э.)
- Селевкидов государство (Сирия):
  - Деметрий II Никатор, царь (145 до н. э. — 138 до н. э., 129 до н. э. — 126 до н. э.)
  - Антиох VI Дионис Эпифан, царь (145 до н. э. — 142 до н. э.)
- Хунну — Цзюньчэнь, шаньюй (161 до н. э. — 126 до н. э.)
- Шунга — Агнимитра, император (149 до н. э. — 141 до н. э.)
- Элимаида — Камнаскир II Никефор,  царь (145 до н. э. — 139 до н. э.)
- Япония — Кайка, тэнно (император) (158 до н. э. — 98 до н. э.)

## Африка
- Египет — Птолемей VIII Эвергет, царь (144 до н. э. — 116 до н. э.)
- Нумидия:
  - Миципса, царь (148 до н. э. — 118 до н. э.)
  - Мастанабал, царь (148 до н. э. — 140 до н. э.)

## Европа
- Боспорское царство — Перисад V, царь (ок. 150 до н. э. — 125 до н. э.)
- Ирландия — Фахтна Фафах, верховный король (159 до н. э. — 143 до н. э.)[1]
- Одрисское царство (Фракия) — Бифис, царь (167 до н. э. — 120 до н. э.)
- Римская республика:
  - Сервий Сульпиций Гальба, консул (144 до н. э.)
  - Луций Аврелий Котта, консул (144 до н. э.)

## Галерея
- Цзин-ди  
 157 до н.э.— 141 до н.э. 
 Император Китая
- Митридат I  
 171 до н.э.—132 до н.э. 
 Царь Парфии
- Менандр I  
 165 до н.э.—130 до н.э. 
 Индо-греческий царь
- Птолемей VIII Эвергет  
 144 до н.э.— 116 до н.э. 
 Царь Египта
- Деметрий II Никатор  
 145 до н.э.—138 до н.э., 129 до н.э.—126 до н.э. 
 Царь Сирии
- Ионатан Хасмоней  
 152 до н.э.—143 до н.э. 
 Этнарх Иудеи
- Аттал II  
 159 до н.э.—138 до н.э. 
 Царь Пергама
- Чьеу Ву-де  
 207 до н.э.—137 до н.э. 
 Император Намвьета
- Миципса  
 148 до н.э.— 118 до н.э. 
 Царь Нумидии
- Никомед II  
 149 до н.э.—127 до н.э. 
 Царь Вифинии
- Кайка 
 158 до н.э.—98 до н.э. 
 Император Японии